# Поссаме, Стефани
Стефани Фабьенн Поссаме (фр. Stéphanie Fabienne Possamaï; 30 июля 1980, Бордо) — французская дзюдоистка полутяжёлой весовой категории, выступала за сборную Франции на всём протяжении 2000-х и в начале 2010-х годов. Бронзовая призёрка летних Олимпийских игр в Пекине, обладательница бронзовой медали чемпионата мира, чемпионка Европы, победительница многих турниров национального и международного значения.

## Биография
Стефани Поссаме родилась 30 июля 1980 года в городе Бордо департамента Жиронда. Активно заниматься дзюдо начала с раннего детства, проходила подготовку в Париже в столичном спортивном клубе Lagardère Paris Racing.
Первого серьёзного успеха на взрослом международном уровне добилась в 2001 году, когда стала второй в зачёте полутяжёлого веса французского национального первенства и дебютировала на этапах Кубка мира, в частности на этапе в Риме одолела всех своих соперниц и завоевала золотую медаль. Впоследствии неоднократно попадала в число призёров на различных международных турнирах класса «А», на этапах мирового Кубка, с французской сборной выигрывала командные чемпионаты Европы, в 2003 году получила бронзу на летней Универсиаде в Чеджу, в 2005 году была второй на Средиземноморских играх в Альмерии.
В 2007 году Поссаме одержала победу в личном зачёте на чемпионате Европы в Белграде, а также побывала на чемпионате мира в Рио-де-Жанейро, откуда привезла награду бронзового достоинства — единственное поражение потерпела здесь на стадии четвертьфиналов от представительницы Южной Кореи Чон Гён Ми. Благодаря череде удачных выступлений удостоилась права защищать честь страны на летних Олимпийских играх 2008 года в Пекине — выиграла здесь первые два поединка, после чего в четвертьфинале уступила кубинке Яленнис Кастильо, которая в итоге стала серебряной призёркой Игр. В утешительных встречах за третье место взяла верх над всеми тремя оппонентками и завоевала тем самым бронзовую олимпийскую медаль.
После пекинской Олимпиады Стефани Поссаме осталась в основном составе дзюдоистской команды Франции и продолжила принимать участие в крупнейших международных турнирах. Так, в 2010 году она выиграла открытый международный турнир в Бельгии и стала победительнице Кубка Европы, в 2012 году на турнире Большого шлема в Париже заняла в полутяжёлом весе пятое место. Последний раз показала сколько-нибудь значимые результаты на международной арене в сезоне 2013 года, когда получила бронзовую медаль на клубном женском чемпионате Европы в Париже. Вскоре по окончании этих соревнований приняла решение завершить карьеру профессиональной спортсменки, уступив место в сборной молодым французским дзюдоисткам. 